# J.T.シャギワ
- J.T.シャゴワ
- J.T.シャグワ[1]
- J.T.シャーゴワ[2]

ジョン・トーマス・シャギワ（Jon Thomas Chargois,、1990年12月3日 - ）は、アメリカ合衆国ルイジアナ州カルカシュー郡サルファー出身のプロ野球選手（投手）。右投右打。MLBのテキサス・レンジャーズ傘下所属。愛称はライスボーイ（後述）。
NPBでの登録名は、J.T.シャギワ。

## 経歴

### プロ入り前
ルイジアナ州サルファーのサルファー高等学校に進学。2009年に州代表チームに選抜された。高校卒業後はライス大学に進学し、ライス・オウルズで一塁手兼救援投手として出場した。

### プロ入りとツインズ時代
2012年のMLBドラフト2巡目（全体72位）で救援投手としてミネソタ・ツインズに指名された。契約金は712,600ドル。契約後の
7月11日にツインズ傘下のR+級エリザベストン・ツインズでプロデビュー。8月までに12登板・16.0投球回を投げ、防御率1.69を記録した。
同年9月にトミー・ジョン手術を受け、2013年と2014年シーズンは全休となった。2014年オフにツインズの教育リーグでリハビリ登板を行った。
2015年はA+級フォートマイヤーズ・ミラクルで開幕を迎えた。5月にAA級チャタヌーガ・ルックアウツに昇格。このシーズンでは2チーム合計で48登板・48.0回を投げ、防御率2.62を記録した。同年オフにツインズの40人枠に追加された。
2016年はAAA級ロチェスター・レッドウイングスで開幕を迎えた。同年6月10日にメジャー昇格。翌日6月11日のボストン・レッドソックスで救援登板し、メジャーデビュー。この試合では0.2回を投げて5失点で、試合後にAAA級ロチェスターへ降格となった。マイナーでは7月のオールスター・フューチャーズゲームに選出された。その後8月10日に再びメジャー昇格した。9月10日のクリーブランド・インディアンス戦で延長12回に登板し、メジャー初勝利を挙げた。このシーズンは、メジャーで25登板・23.0投球回を投げ、防御率4.70を記録した。
2017年もAAA級ロチェスターに配属されたが、右ひじの故障で開幕に出遅れ、4月20日にチームに合流した。ロチェスターで2登板後、右肘の怪我で故障者リスト入りとなり、残りのシーズンは欠場となった。
2018年2月22日にウェイバー公示された。

### ドジャース時代

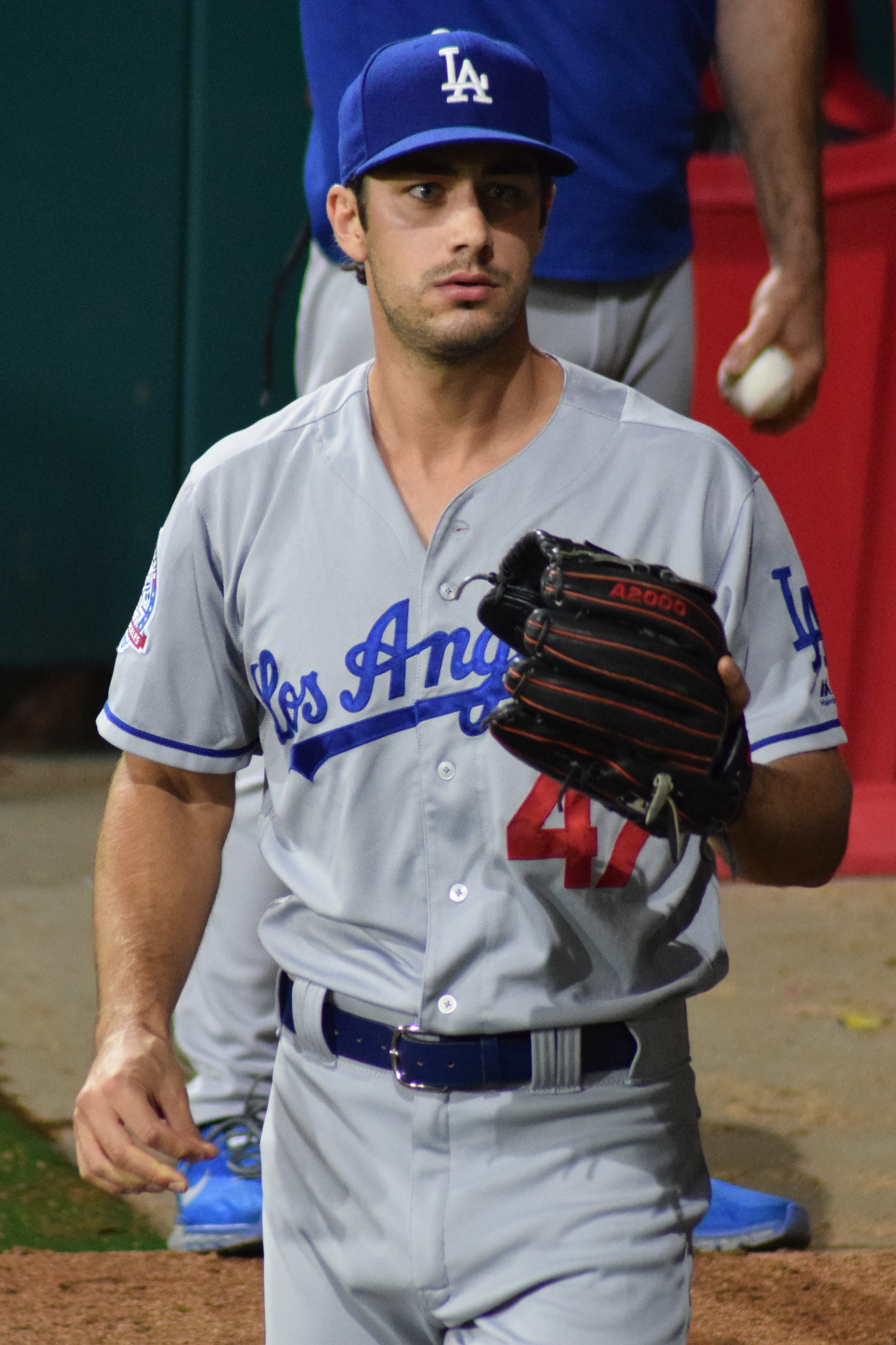
ロサンゼルス・ドジャース時代
(2018年7月24日)

2018年2月23日にロサンゼルス・ドジャースが獲得し、移籍した。この年は開幕をメジャーで迎えたが、5月23日にAAA級オクラホマシティ・ドジャースへ降格。その後、7月2日にメジャー再昇格した。8月20日の試合中に首の違和感を訴え降板、その後10日間DL入りした。9月30日に復帰登板し、シーズンを終えた。この年は39登板・32.1回を投げて、2勝4敗・防御率3.34を記録した。チームはポストシーズンへ進出したが、出番はなかった。
2019年はAAA級オクラホマシティとメジャーを行ったり来たりするシーズンとなり、メジャーでは21登板で1勝0敗・防御率6.33、オクラホマシティでは27登板で1勝2敗4セーブ・防御率2.76を記録した。チームはこの年もポストシーズンへ進出したが、出番がないままシーズンを終えた。

### 楽天時代

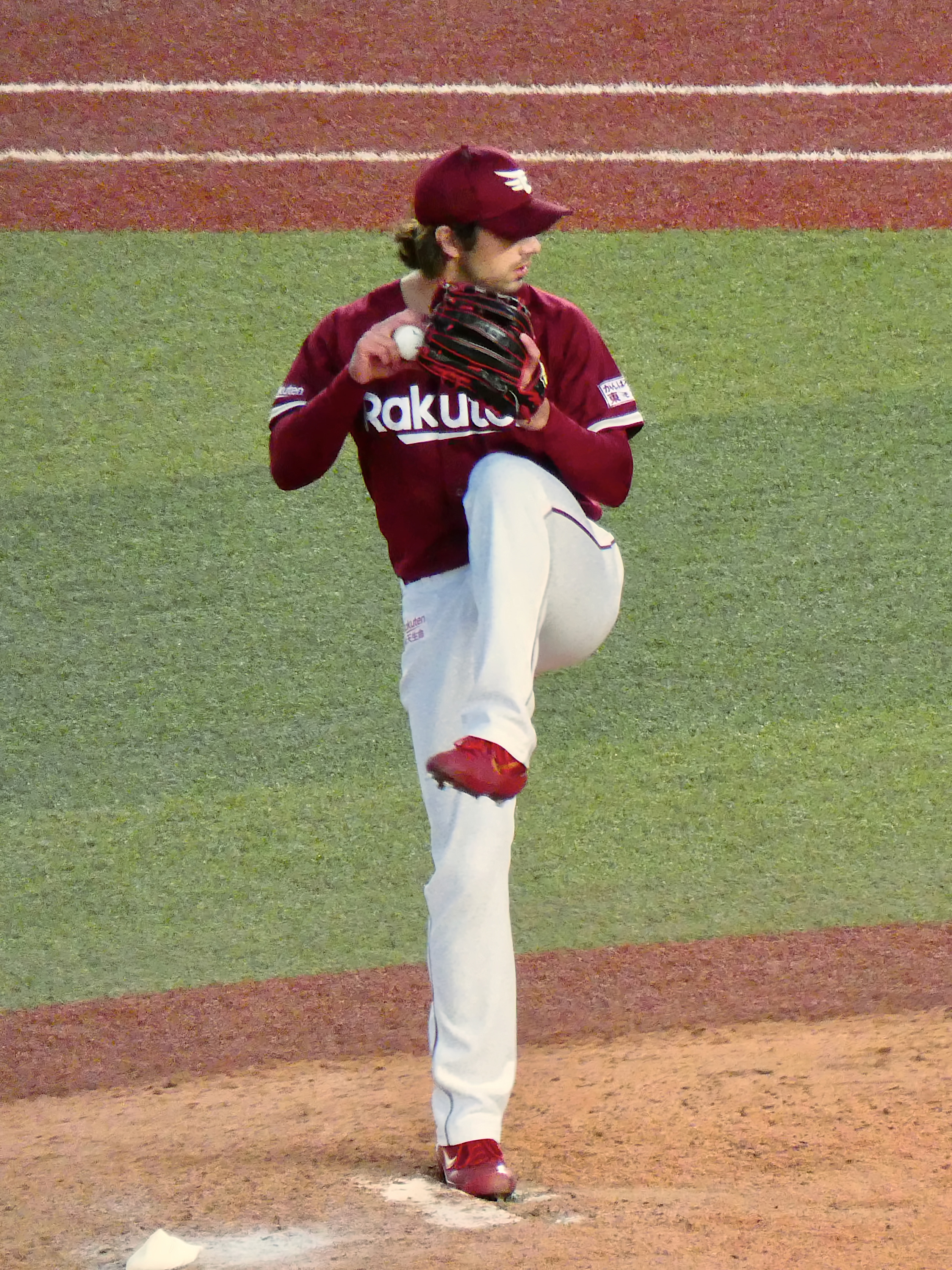
東北楽天ゴールデンイーグルス時代
(2020年、ZOZOマリンスタジアムにて）

2020年1月9日に東北楽天ゴールデンイーグルスと年俸80万ドルの単年契約に合意した。31登板で0勝3敗6ホールド1セーブ防御率5.81を記録。シーズンオフに退団した。

### マリナーズ時代
2021年2月10日にシアトル・マリナーズとマイナー契約を結び、スプリングトレーニングに招待選手として参加することになった。5月9日にメジャー契約を結んでアクティブ・ロースター入りした。

### レイズ時代
2021年7月29日にディエゴ・カスティーヨとのトレードで、オースティン・シェントンと共にタンパベイ・レイズへ移籍した。同年はポストシーズン初登板を果たし、そこから4試合に登板した。

### マーリンズ時代
2022年11月15日にマーカス・ジョンソン、サンティアゴ・スアレスとのトレードで、ゼイビア・エドワーズと共にマイアミ・マーリンズへ移籍した。
2023年の開幕はメジャーで迎えた。同年は46試合に登板して1勝0敗1セーブ4ホールド、防御率3.61、35奪三振を記録した。また、この年は8月に右の胸郭を痛めて15日間の故障者リスト入りするなど故障に悩まされるシーズンとなった。
2024年の開幕はマイナーで迎えた。その後6月12日にメジャー昇格を果たすと、同日に敵地シティ・フィールドで行われたニューヨーク・メッツ戦で復帰登板を果たし、1回を被安打1、無失点に抑えた。この年マーリンズでは15試合に登板して1勝0敗、防御率1.62、12奪三振を記録した。

### マリナーズ復帰
2024年7月30日にウィル・スチョムバーグとのトレードで、シアトル・マリナーズへ移籍し、3年半ぶりに同チームに復帰した。オフの11月19日にオースティン・シェントンの加入に伴いDFAとなり、同月22日にノンテンダーFAとなった。この年は2チームで合計36試合に登板して3勝1敗2ホールド、防御率2.23、30奪三振を記録した。

### レンジャーズ傘下時代
2025年2月13日にテキサス・レンジャーズとマイナー契約を結び、同年のスプリングトレーニングに招待選手として参加することになった。また、その日のうちにAAA級ラウンドロック・エクスプレスに配属された。

## 投球タイプ
| 球種         | 配分 | 平均球速 | 平均球速 | 水平運動 | 鉛直運動 |
| 球種         | %    | mph      | km/h     | in       | in       |
| ------------ | ---- | -------- | -------- | -------- | -------- |
| スライダー   | 57   | 87       | 140      | 1        | 0        |
| シンカー     | 38   | 96       | 155      | -9       | 4        |
| フォーシーム | 5    | 96       | 155      | -7       | 6        |

最速99.6mph（約160.3km/h）・平均96mph(約155km/h)の速球（主にシンカー）と、平均87mph(140km/h)のスライダーの二球種を使用する（2019年）。2016年と2018年シーズンはそれぞれ9%, 3%の使用割合でチェンジアップも使用していた。
通算の対右打者（n=226）に対するxFIPが2.72であるのに対し、対左打者（n=97）に対しては5.04と、相対的に左打者に対しての値が高い。

## 人物
愛称はライスボーイでこれは白米が好きなことに由来する。
寿司、焼肉、ラーメンなど日本食が好きで、レイズではチームメイトである韓国出身の崔志萬や日本人スタッフと焼肉に行くほどであるという。
楽天時代にチームメイトだったアラン・ブセニッツとは楽天退団後も連絡を取るほどの仲である。
NPBでのプレーは短かったが、再挑戦することを視野に入れている。

## 詳細情報

### 年度別投手成績
| 年 度    | 球 団    | 登 板 | 先 発 | 完 投 | 完 封 | 無 四 球 | 勝 利 | 敗 戦 | セ 丨 ブ | ホ 丨 ル ド | 勝 率 | 打 者 | 投 球 回 | 被 安 打 | 被 本 塁 打 | 与 四 球 | 敬 遠 | 与 死 球 | 奪 三 振 | 暴 投 | ボ 丨 ク | 失 点 | 自 責 点 | 防 御 率 | W H I P |
| -------- | -------- | ----- | ----- | ----- | ----- | -------- | ----- | ----- | -------- | ----------- | ----- | ----- | -------- | -------- | ----------- | -------- | ----- | -------- | -------- | ----- | -------- | ----- | -------- | -------- | ------- |
| 2016     | MIN      | 33    | 0     | 0     | 0     | 0        | 1     | 1     | 0        | 2           | .500  | 100   | 23.0     | 25       | 0           | 12       | 0     | 1        | 17       | 3     | 0        | 12    | 12       | 4.70     | 1.61    |
| 2018     | LAD      | 39    | 0     | 0     | 0     | 0        | 2     | 4     | 0        | 7           | .333  | 135   | 32.1     | 26       | 4           | 15       | 3     | 2        | 40       | 3     | 0        | 13    | 12       | 3.34     | 1.27    |
| 2019     | LAD      | 21    | 0     | 0     | 0     | 0        | 1     | 0     | 0        | 0           | 1.000 | 88    | 21.1     | 21       | 4           | 5        | 2     | 2        | 28       | 0     | 0        | 16    | 15       | 6.33     | 1.22    |
| 2020     | 楽天     | 31    | 0     | 0     | 0     | 0        | 0     | 3     | 1        | 6           | .000  | 121   | 26.1     | 23       | 2           | 14       | 1     | 4        | 19       | 2     | 0        | 17    | 17       | 5.81     | 1.36    |
| 2021     | SEA      | 31    | 0     | 0     | 0     | 0        | 1     | 0     | 0        | 9           | 1.000 | 118   | 30.0     | 23       | 2           | 6        | 0     | 5        | 29       | 2     | 1        | 11    | 10       | 3.00     | 0.97    |
| 2021     | TB       | 25    | 0     | 0     | 0     | 0        | 5     | 1     | 0        | 6           | .833  | 98    | 23.2     | 15       | 3           | 14       | 3     | 1        | 24       | 0     | 0        | 5     | 5        | 1.90     | 1.23    |
| '21計    | TB       | 56    | 0     | 0     | 0     | 0        | 6     | 1     | 0        | 15          | .857  | 216   | 53.2     | 38       | 5           | 20       | 3     | 6        | 53       | 2     | 1        | 16    | 15       | 2.52     | 1.08    |
| 2022     | TB       | 21    | 3     | 0     | 0     | 0        | 2     | 0     | 0        | 3           | 1.000 | 86    | 22.1     | 16       | 3           | 5        | 0     | 2        | 17       | 0     | 0        | 7     | 6        | 2.42     | 0.94    |
| 2023     | MIA      | 46    | 5     | 0     | 0     | 0        | 1     | 0     | 1        | 4           | 1.000 | 174   | 42.1     | 35       | 3           | 18       | 1     | 0        | 35       | 0     | 0        | 17    | 17       | 3.61     | 1.25    |
| 2024     | MIA      | 15    | 0     | 0     | 0     | 0        | 1     | 0     | 0        | 0           | 1.000 | 71    | 16.2     | 15       | 3           | 7        | 1     | 0        | 12       | 9     | 0        | 3     | 3        | 1.62     | 1.32    |
| 2024     | SEA      | 21    | 0     | 0     | 0     | 0        | 2     | 1     | 0        | 2           | .667  | 75    | 19.2     | 9        | 3           | 6        | 0     | 2        | 18       | 0     | 0        | 6     | 6        | 2.75     | 0.76    |
| '24計    | SEA      | 36    | 0     | 0     | 0     | 0        | 3     | 1     | 0        | 2           | .750  | 146   | 36.1     | 24       | 6           | 13       | 1     | 2        | 30       | 0     | 0        | 9     | 9        | 2.23     | 1.02    |
| MLB：7年 | MLB：7年 | 244   | 8     | 0     | 0     | 0        | 16    | 7     | 1        | 33          | .696  | 945   | 231.1    | 185      | 25          | 88       | 10    | 15       | 220      | 8     | 1        | 90    | 86       | 3.35     | 1.18    |
| NPB：1年 | NPB：1年 | 31    | 0     | 0     | 0     | 0        | 0     | 3     | 1        | 6           | .000  | 121   | 26.1     | 23       | 2           | 14       | 1     | 4        | 19       | 2     | 0        | 17    | 17       | 5.81     | 1.36    |

- 2024年度シーズン終了時

### MLBポストシーズン投手成績
| 年 度     | 球 団     | シ リ ｜ ズ | 登 板 | 先 発 | 勝 利 | 敗 戦 | セ ｜ ブ | 打 者 | 投 球 回 | 被 安 打 | 被 本 塁 打 | 与 四 球 | 敬 遠 | 与 死 球 | 奪 三 振 | 暴 投 | ボ ｜ ク | 失 点 | 自 責 点 | 防 御 率 |
| --------- | --------- | ----------- | ----- | ----- | ----- | ----- | -------- | ----- | -------- | -------- | ----------- | -------- | ----- | -------- | -------- | ----- | -------- | ----- | -------- | -------- |
| 2021      | TB        | ALDS        | 4     | 0     | 0     | 0     | 0        | 13    | 3.1      | 3        | 0           | 1        | 0     | 0        | 2        | 0     | 0        | 0     | 0        | 0.00     |
| 2023      | MIA       | NLWC        | 1     | 0     | 0     | 0     | 0        | 4     | 0.2      | 1        | 0           | 1        | 1     | 0        | 0        | 0     | 0        | 0     | 0        | 0.00     |
| 出場：2回 | 出場：2回 | 出場：2回   | 5     | 0     | 0     | 0     | 0        | 17    | 4.0      | 4        | 0           | 2        | 1     | 0        | 2        | 0     | 0        | 0     | 0        | 0.00     |

- 2024年度シーズン終了時

### 年度別守備成績
| 年 度 | 球 団 | 投手（P） | 投手（P） | 投手（P） | 投手（P） | 投手（P） | 投手（P） |
| 年 度 | 球 団 | 試 合     | 刺 殺     | 補 殺     | 失 策     | 併 殺     | 守 備 率  |
| ----- | ----- | --------- | --------- | --------- | --------- | --------- | --------- |
| 2016  | MIN   | 25        | 0         | 1         | 0         | 0         | 1.000     |
| 2018  | LAD   | 39        | 2         | 4         | 0         | 0         | 1.000     |
| 2019  | LAD   | 21        | 2         | 0         | 0         | 0         | 1.000     |
| 2020  | 楽天  | 31        | 1         | 5         | 1         | 0         | .857      |
| 2021  | SEA   | 31        | 2         | 1         | 0         | 0         | 1.000     |
| 2021  | TB    | 25        | 1         | 2         | 0         | 0         | 1.000     |
| '21計 | TB    | 56        | 3         | 3         | 0         | 0         | 1.000     |
| 2022  | TB    | 21        | 1         | 3         | 0         | 0         | 1.000     |
| 2023  | MIA   | 46        | 2         | 3         | 1         | 0         | .833      |
| MLB   | MLB   | 208       | 10        | 14        | 1         | 0         | .960      |
| NPB   | NPB   | 31        | 1         | 5         | 1         | 0         | .857      |

- 2023年度シーズン終了時

### 記録
NPB投手記録
- 初登板 ：2020年6月19日、対オリックス・バファローズ1回戦（京セラドーム大阪）、9回裏に3番手で救援登板・完了、1回無失点
- 初奪三振：2020年6月28日、対北海道日本ハムファイターズ6回戦（楽天生命パーク宮城）、9回表に中田翔から空振り三振
- 初ホールド：2020年7月1日、対千葉ロッテマリーンズ2回戦（楽天生命パーク宮城）、7回表に3番手で救援登板、1回無失点
- 初セーブ：2020年7月4日、対千葉ロッテマリーンズ5回戦（楽天生命パーク宮城）、7回表に3番手で救援登板・完了、1回無失点

MiLB
- オールスター・フューチャーズゲーム選出：1回（2016年）

### 背番号
- 60（2016年）
- 47（2018年 - 2019年）
- 15（2020年）
- 84（2021年 - 2024年）